# La Roche-Rigault
La Roche-Rigault – miejscowość i gmina we Francji, w regionie Nowa Akwitania, w departamencie Vienne.
Według danych na rok 1990 gminę zamieszkiwało 557 osób, a gęstość zaludnienia wynosiła 22 osób/km² (wśród 1467 gmin regionu Poitou-Charentes La Roche-Rigault plasuje się na 514. miejscu pod względem liczby ludności, natomiast pod względem powierzchni na miejscu 249.).